# Солонцовое
Солонцо́вое (до 1948 года Кара́ч-Бара́ч; укр. Солонцеве, крымскотат. Qaraç Baraç, Къарач Барач) — село в Джанкойском районе Республики Крым, входит в состав Завет-Ленинского сельского поселения (согласно административно-территориальному делению Украины — Завет-Ленинского сельского совета Автономной Республики Крым).

## Население
| 2001 | 2014 |
| ---- | ---- |
| 368  | ↘201 |

Всеукраинская перепись 2001 года показала следующее распределение по носителям языка
| Язык             | Процент |
| ---------------- | ------- |
| русский          | 50.54   |
| крымскотатарский | 42.39   |
| украинский       | 5.71    |
| другие           | 0.81    |

### Динамика численности
| - 1805 год — 264 чел. - 1864 год — 28 чел. - 1892 год — 0 чел. - 1900 год — 34 чел. - 1915 год — 34/9 чел. - 1926 год — 162 чел. | - 1939 год — 108 чел. - 1989 год — 305 чел. - 2001 год — 368 чел. - 2009 год — 326 чел. - 2014 год — 201 чел. |

## Современное состояние
На 2017 год в Солонцовом числится 5 улиц; на 2009 год, по данным сельсовета, село занимало площадь 134 гектара на которой, в 98 дворах, проживало 326 человек. В селе действуют библиотека, фельдшерско-акушерский пункт, село связано автобусным сообщением с райцентром и соседними населёнными пунктами.

## География
Солонцовое — село на северо-западе района, в степном Крыму, высота центра села над уровнем моря — 6 м.
Ближайшие сёла: Мартыновка — в 4 километрах на восток, Володино в 4 километрах на север и Колоски — в 2,5 км на юг-запад. Расстояние до райцентра — около 27 километров (по шоссе), ближайшая железнодорожная станция — Солёное Озеро — примерно в 19 километрах. Транспортное сообщение осуществляется по региональной автодороге 35Н-153 протяжённостью 1,3 км от шоссе 35Н-183 Томашевка — Ермаково (по украинской классификации — С-0-10437)

## История
Село образовалось от слияния двух близлежащих деревень: Карач и Барач.
Первое документальное упоминание встречается в Камеральном Описании Крыма… 1784 года, судя по которому, в последний период Крымского ханства Карач и Борач входили в Сакал кадылык Перекопского каймаканства. После присоединения Крыма к России (8) 19 апреля 1783 года, (8) 19 февраля 1784 года, именным указом Екатерины II сенату, на территории бывшего Крымского Ханства была образована Таврическая область и деревни были приписаны к Перекопскому уезду. После Павловских реформ, с 1796 по 1802 год, входили в Перекопский уезд Новороссийской губернии. По новому административному делению, после создания 8 (20) октября 1802 года Таврической губернии, Карач и Барач были включены в состав Джанайской волости Перекопского уезда.
По Ведомости о всех селениях в Перекопском уезде состоящих с показанием в которой волости сколько числом дворов и душ… от 21 октября 1805 года, в деревне Карач числилось 22 двора и 170 жителей крымских татар, а в Бараче — 18 дворов, 87 татар и 7 цыган. На военно-топографической карте генерал-майора Мухина 1817 года деревня Карач обозначена с 28 дворами, Биярче с 15. После реформы волостного деления 1829 года деревни, согласно «Ведомости о казённых волостях Таврической губернии 1829 года», остались в составе Джанайской волости. На карте 1836 года в деревне Карач 24 двора, как и на карте 1842 года; в Бараче — 18 дворов, а на 1842 год обозначен условным знаком «малая деревня», то есть, менее 5 дворов.
В 1860-х годах, после земской реформы Александра II, деревни включили в состав Бурлак-Таминской волости. В «Списке населённых мест Таврической губернии по сведениям 1864 года», составленном по результатам VIII ревизии 1864 года, Карач и Барач — владельческие деревни, первая с 1 двором и 9 жителями и вторая с 2 дворами и 19 жителями при колодцах. По обследованиям профессора А. Н. Козловского начала 1860-х годов, в селении «… нет ни колодцев, ни запруд, ни проточных вод», имелись только копани (выкопанная на месте с близким залеганием грунтовых вод яма) глубиной от 3 до 5 саженей (от 6 до 10 м) с солоноватой водой, которая «высыхает совершенно в сухое время». Согласно «Памятной книжке Таврической губернии за 1867 год», деревни стояли покинутые, ввиду эмиграции крымских татар, особенно массовой после Крымской войны 1853—1856 годов, в Турцию. На трехверстовой карте Шуберта 1865 года деревни ещё обозначены, а на карте, с корректурой 1876 года — только господский двор Барач.
Барач появляется вновь в «…Памятной книжке Таврической губернии на 1892 год», но в сведениях по Богемской волости никаких данных о деревне, кроме названия, не приведено
Затем, в доступных источниках, название уже объединённого поселения, встречается в «…Памятной книжке Таврической губернии на 1900 год», согласно которой в экономии Карач-Барач Богемской волости числилось 22 жителя в 2 дворах и на хуторе Корач-Борач — 12 жителей в 1 дворе. По Статистическому справочнику Таврической губернии. Ч.II-я. Статистический очерк, выпуск пятый Перекопский уезд, 1915 год, в Богемской волости Перекопского уезда числились: деревня Карач (вакуф) — 8 дворов (все дворы безземельные) с татарским населением в количестве 34 человек приписных жителей и 2 — «посторонних», из которых 18 мужчин и 18 женщин. Жители землёй не владели, но за селением числилось 90 десятин земли. В хозяйствах имелось 23 лошади, 5 волов и 5 кор. Также существовали 2 хутора Карач-Барач: наследников Марынова — 3 двора (1 двор с землёй, 2 — безземельные) с русским населением, 12 приписных жителей и 44 — «посторонних», из которых 44 мужчины и 12 женщин. При хуторе числилось 400 десятин земли. В хозяйстве имелось 50 лошадей, 90 волов, 25 коров и 330 голов мелкого скота. Карач-Барач Балашевых — 3 двора (1 двор с землёй, 2 — безземельные) с русским населением, 23 приписных жителя и 55 — «посторонних», из которых 60 мужчин и 18 женщин. При хуторе числилось 400 десятин удобной земли. В хозяйствах имелось 60 лошадей, 100 волов, 10 коров и 1100 голов мелкого скота. Карач-Барач наследников Короткого — 1 двор с русским населением, без приписных жителей, но с 7 «посторонними»,.
После установления в Крыму Советской власти, по постановлению Крымревкома от 8 января 1921 года № 206 «Об изменении административных границ» была упразднена волостная система и в составе Джанкойского уезда был создан Джанкойский район. В 1922 году уезды преобразовали в округа. На карте Крымского статистического управления 1922 года обозначены — хутор Карач-Барач и, рядом, хутор Карач, более не встречающийся. 11 октября 1923 года, согласно постановлению ВЦИК, в административное деление Крымской АССР были внесены изменения, в результате которых округа были ликвидированы, основной административной единицей стал Джанкойский район и село включили в его состав. Согласно Списку населённых пунктов Крымской АССР по Всесоюзной переписи 17 декабря 1926 года, в селе Карач-Барач, в составе упразднённого к 1940 году Тереклынского сельсовета Джанкойского района, числилось 37 дворов, все крестьянские, население составляло 162 человека. В национальном отношении учтено: 139 русских, 20 украинцев, 3 записаны в графе «прочие», действовала русская школа. По данным всесоюзной переписи населения 1939 года в селе проживало 108 человек. На подробной карте РККА северного Крыма 1941 года в Карач-Бараче отмечено 22 двора.
Во время Великой Отечественной войны в ходе операции по освобождению Крыма 8 апреля 1944 года в бою у села Карач-Барач был тяжело ранен краснофлотец Григорий Науменко. 16 апреля матрос умер от ран и был похоронен местными жителями на сельском кладбище. На могиле был установлен памятник — пирамидка со звездой и табличкой
. Постановлением Совета министров Республики Крым № 627 от 20 декабря 2016 года захоронение отнесено к категории объектов культурно-исторического наследия России регионального значения. На том же кладбище находится братская могила советских воинов времён войны, о которой пока более ничего не известно.
В 1944 году, после освобождения Крыма от фашистов, 12 августа 1944 года было принято постановление № ГОКО-6372с «О переселении колхозников в районы Крыма» и в сентябре 1944 года в район приехали первые новоселы (27 семей) из Каменец-Подольской и Киевской областей, а в начале 1950-х годов последовала вторая волна переселенцев из различных областей Украины. С 25 июня 1946 года Карач-Барач в составе Крымской области РСФСР.
Указом Президиума Верховного Совета РСФСР от 18 мая 1948 года, Карач-Барач переименовали в Солонцовое, в том же году был образован колхоз им. Кагановича. 26 апреля 1954 года Крымская область была передана из состава РСФСР в состав УССР. В 1958 году хозяйство объединили с колхозом «Завет Ленина», видимо, тогда же включили в Завет-Ленинский сельсовет. По данным переписи 1989 года в селе проживало 305 человек. С 12 февраля 1991 года село в восстановленной Крымской АССР, 26 февраля 1992 года переименованной в Автономную Республику Крым. С 21 марта 2014 года в составе Крыма аннексировано Россией.